# 全景文
全景文（ぜん けいぶん、生年不詳 - 491年）は、南朝宋から斉にかけての軍人。字は弘達。本貫は呉郡。

## 経歴
若い頃、沈攸之とともに建康を出奔し、牛埭に逃れて仲間と富貴になることを誓い合った。のちに将領の地位をえて軍主となった。孝建元年（454年）、竟陵王驃騎行参軍となり、功績により漢水侯に封じられた。員外郎・積射将軍に任じられた。泰始2年（466年）、仮節・寧朔将軍・冗従僕射・軍主となった。前将軍劉亮の下で晋陵の反乱軍を撃破し、長水校尉に任じられ、仮の輔国将軍となった。
泰始4年（468年）、薛索児を破釜に討ち、水軍を率いて敵の糧道を遮断した。薛索児が石梁に駐屯すると、景文は蕭道成の下で葛冢まで追撃した。劉亮の下で劉胡を包囲し、奮戦して身に数十の傷を負った。前軍将軍の号を受け、孝寧県侯に封じられた。寧朔将軍・游撃将軍の号を受け、仮の輔師将軍・高平郡太守となった。鎮軍府司馬・安西府司馬をつとめ、驍騎将軍の号を受けた。元徽5年（469年）、南豫州刺史・歴陽郡太守として出向した。征虜将軍・南琅邪済陰二郡太守・軍主に転じた。まもなく散騎常侍の位を加えられた。
建元元年（479年）、蕭道成の即位に協力しなかったため、封を削られ、南琅邪郡太守に任じられた。光禄大夫の位を受け、征虜将軍・臨川王征西司馬・南郡太守に任じられた。建康に召還されて、給事中・光禄大夫となった。
永明9年（491年）、死去した。

## 伝記資料
- 『南斉書』巻29 列伝第10
- 『南史』巻37 列伝第27